# إم تي في (المملكة المتحدة وأيرلندا)
إم تي في MTV هي قناة تلفزيونية بريطانية مدفوعة تديرها فياكوم إنترناشيونال ميديا نتووركس أوروبا، وهي متوفرة في المملكة المتحدة وأيرلندا.
تم إطلاق القناة كجزء من إستراتيجية توطين شبكات إم تي في عام 1997 في أوروبا. تم إطلاق إم تي في المملكة المتحدة (سابقًا MTV One) في 1 يوليو 1997. تم إنشاء القناة لتزويد الجماهير وتعريفهم بالفنانين المحليين ومحتوى موسيقي ذات صلة. قبل توطين إم تي في في أوروبا، كانت المنطقة تخدمها بالأساس إم تي في أوروبا التي تم إطلاقها في 1 أغسطس 1987.
القناة تصل لأكثر من 10 ملايين منزل في المملكة المتحدة وايرلندا.